# NGC 7286
NGC 7286 este o galaxie situată în constelația Pegas. A fost descoperită în 15 septembrie 1828 de către John Herschel.